# Sárgafarkú fácán
A sárgafarkú fácán (Lophura erythrophthalma) a madarak osztályának tyúkalakúak (Galliformes) rendjébe és a fácánfélék (Phasianidae) családjába tartozó faj.

## Rendszerezése
A fajt Thomas Stamford Raffles brit ornitológus írta le 1822-ben, a Phasianus nembe Phasianus erythrophthalmus néven.

## Alfajai
- Lophura erythrophthalma erythrophthalma (Raffles, 1822)
- Lophura erythrophthalma pyronota (G. R. Gray, 1841)[2]

## Előfordulása
Indonézia és Malajzia területén honos, kóborlásai során eljut Szingapúrba is. Természetes élőhelyei a  szubtrópusi és trópusi síkvidéki esőerdők. Állandó, nem vonuló faj.

## Megjelenése
Testhossza 42-50 centiméter.

## Szaporodása
Fészekalja 3–6 tojásból áll, melyen 24 napig kotlik.

## Természetvédelmi helyzete
Az elterjedési területe még nagy, de folyamatosan csökken, egyedszáma 10000-19999 példány közötti és szintén csökken. A Természetvédelmi Világszövetség Vörös listáján sebezhető fajként szerepel.